# John MacCausland
John MacCausland es un deportista estadounidense que compitió en vela en la clase Star. Ganó una medalla de oro en el Campeonato Mundial de Star de 2013 y una medalla de plata en el Campeonato Europeo de Star de 1998.

## Palmarés internacional
| \| Campeonato Mundial \| Campeonato Mundial \| Campeonato Mundial \| Campeonato Mundial \| \| Año \| Lugar \| Medalla \| Clase \| \| ----------------------- \| -------------------------- \| ------------------ \| ------------------ \| \| 2013 \| San Diego (Estados Unidos) \| Medalla de oro \| Star \| \| Campeonato Europeo[n 1] \| \| \| \| \| Año \| Lugar \| Medalla \| Clase \| \| 1998 \| Kiel (Alemania) \| Medalla de plata \| Star \| |                            |                  |       |
| Campeonato Mundial |                            |                  |       |
| Año | Lugar                      | Medalla          | Clase |
| 2013 | San Diego (Estados Unidos) | Medalla de oro   | Star  |
| Campeonato Europeo |                            |                  |       |
| Año | Lugar                      | Medalla          | Clase |
| 1998 | Kiel (Alemania)            | Medalla de plata | Star  |

1. ↑  En algunas ediciones del Campeonato Europeo se permitió la participación de regatistas de otros continentes.